# Trollhätte-Kanal
Als Trollhätte-Kanal (schwedisch Trollhätte kanal) wird eine etwa 85 km lange schiffbare Verbindung zwischen dem See Vänern und dem Kattegat nahe bei Göteborg in der schwedischen Provinz Västergötland bezeichnet. Dabei handelt es sich überwiegend um den von Nord nach Süd fließenden Fluss Göta älv, von dem nur die ersten etwa 4 km durch ein von einem Nebensee des Vänersees ausgehendes Kanalstück ersetzt sind. Die zum Fluss parallel gebauten Schleusenkanäle sind zusammen etwa 7 km lang. Vom Vännersee geht auch der zur Ostsee führende Göta-Kanal aus, mit dem er zusammen und mit etwa 115 km Seeweg dazwischen eine etwa 390 km lange Wasserstraße quer durch Schweden bildet.

## Geschichte
Die ersten Pläne, den Göta älv über eine längere Strecke schiffbar zu machen, stammen aus den 1520er Jahren. Nachdem 1607 bei Lilla Edet  etwa 50 km oberhalb von Göteborg eine erste Schleuse in Betrieb genommen worden war, konnte der Fluss vom Kattegat her über fast seine ganze Länge ununterbrochen bis unterhalb von Trollhättan befahren werden. Die Fahrt bis zum Vänersee war erst ab dem Jahre 1800 möglich, als parallel zu den etwa 32 m hohen Wasserfällen in Trollhättan ein paralleler vielstufiger Schleusenkanal gebaut worden war.
Kurz nach dem Beginn des Göta älv am Vänern befindet sich auch eine, aber relativ kleine Stromschnelle. Diese wurde umgangen, indem ein Kanal aus dem südwestlichen Nebensee des Vänern zum Göta älv gegraben und mit einer  (früher zwei) Schleuse bei Brinkebergskulle  versehen wurde. Bei Kungälv teilt sich der Göta älv in zwei Mündungsarme. Für die Schifffahrt wird der längere linke (etwa 20 km), durch Göteborg fließende Arm benutzt.
In Trollhättan wurden nacheinander immer größere Schleusen nebeneinander links des Flusses errichtet. Die dem Fluss nächsten ersten beiden  Schleusen-Treppen mit 13 Kammern wurden zwischen 1793 und 1800 in den Fels gebaut. Sie galten damals als das „8. Weltwunder“. Sie sind noch erkennbar. In der oberen Treppe fehlen aber die Tore.
1832 wurde der mit größeren Schleusen versehene, von Schiffen bis 7 Meter Breite und 30 m Länge befahrbare Göta-Kanal eröffnet. Daher wurden bis 1844 die mittleren drei Schleusentreppen mit neun Kammern in gleicher Bauart und -größe wie jene des Göta-Kanals gebaut. Die neun etwas höheren als die ersten Kammern waren wie folgt verteilt: zwei untere, vier mittlere und drei obere. Diese Schleusentreppen scheinen noch funktionsfähig zu sein, sie sind aber außer Betrieb und jeweils unten und oben abgesperrt.
Die z. Zt. in Benutzung befindlichen östlichsten Schleusen sind von Schiffen bis 88 Meter Länge befahrbar. Sie wurden 1916 eröffnet und bestehen aus einer unteren Drei-Kammer-Treppe und einer einfachen oberen Schleuse. Aus dem kleinen See dazwischen führt die mittlere der drei Schleusentreppen von 1844 nach unten.
Die Grundgedanken zum Verlauf und zur anzuwendenden Technik eines Schleusenkanals in Trollhättan stammen von dem von 1661 bis 1751 lebenden schwedischen Naturwissenschaftler Christopher Polhem.
Aktuell wird der Bau neuer Schleusen mit 125 Meter langen Kammern im Trollhätte-Kanal (in Bringbergkskulle, Trollhättan und Lilla Edet) geplant.

## Technische Daten
Der Kanal hat sechs Schleusen und überwindet einen Höhenunterschied von 44 Meter. Er ist für Schiffe bis 88 Meter Länge und 13,2 Meter Breite bei einem Tiefgang von 5,4 Meter zugelassen. Die Masthöhe ist wegen der zwölf Brücken auf 27 Meter beschränkt, so dass der Kanal im Besonderen für Freizeitschiffer geeignet ist. Im Kanalmuseum in Trollhättan ist die Geschichte des Kanals mit Modellen dargestellt.
Zu Beginn des 21. Jahrhunderts passierten jährlich über 20.000 Schiffe den Kanal und 3,5 Millionen Tonnen an Gütern werden auf ihm transportiert.

## Schleusenbilder

### Schleusen in Lilla Edet und in Brinkebergskulle

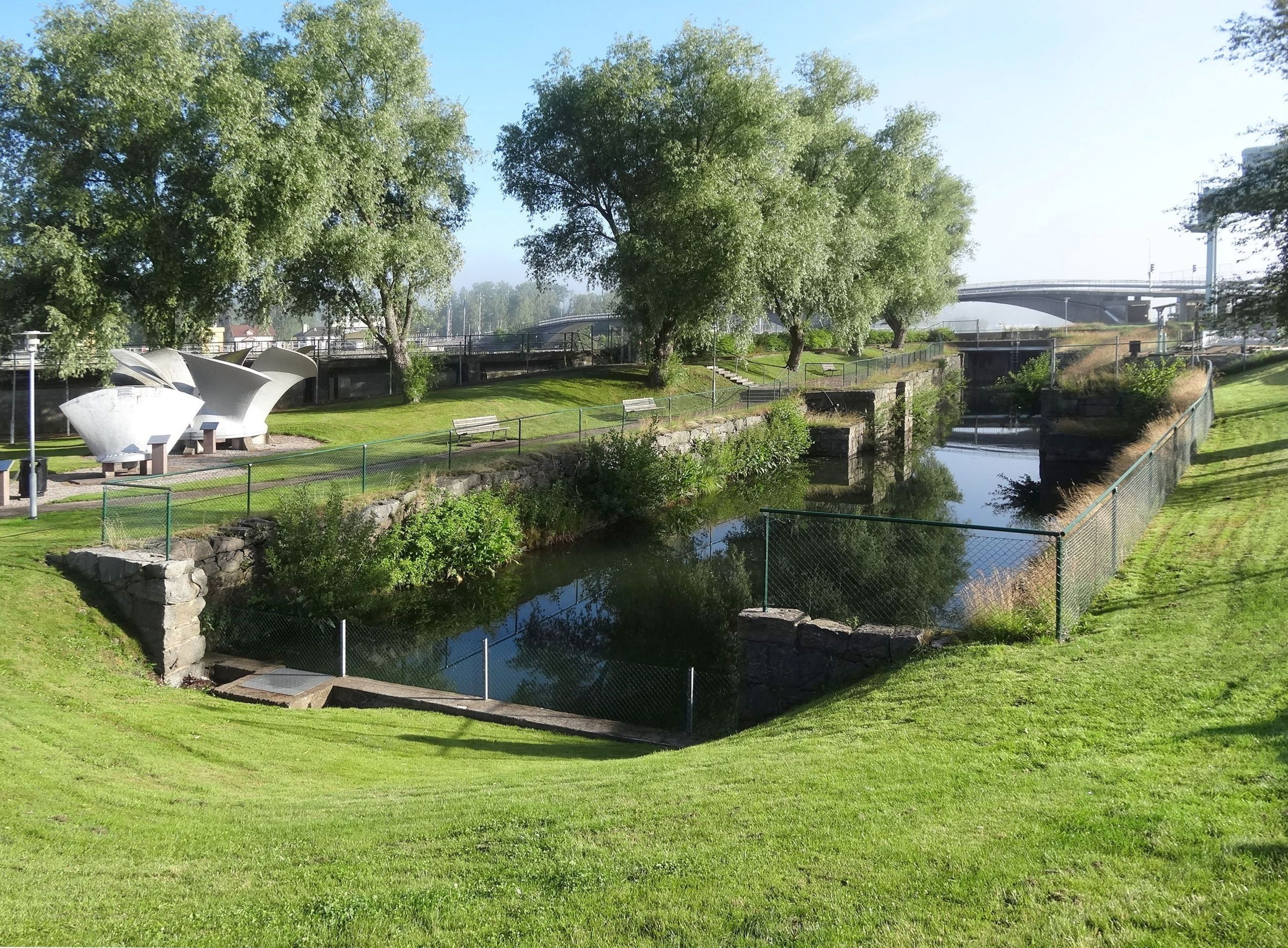
Alte Schleuse in Lilla Edet am linken Ufer des  Göta älv (Blick durch fehlendes Unter- zum Obertor)
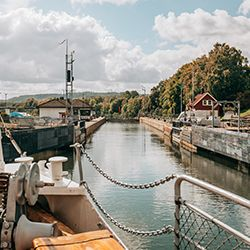
Neue Schleuse in Lilla Edet am rechten Ufer des  Göta älv
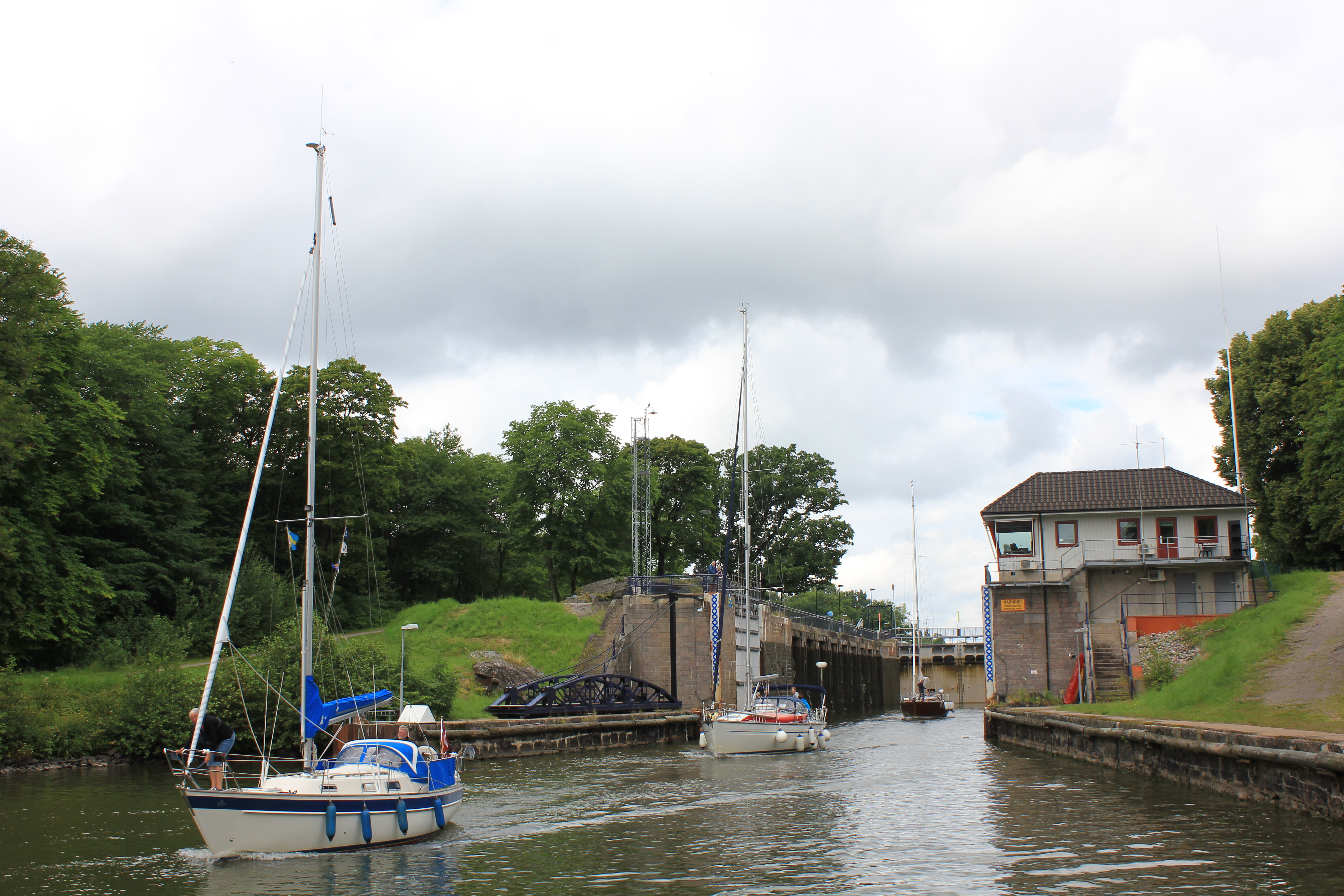
Ausfahrt aus der Schleuse in Brinkebergskulle von 1916

### Schleusen in Trollhättan

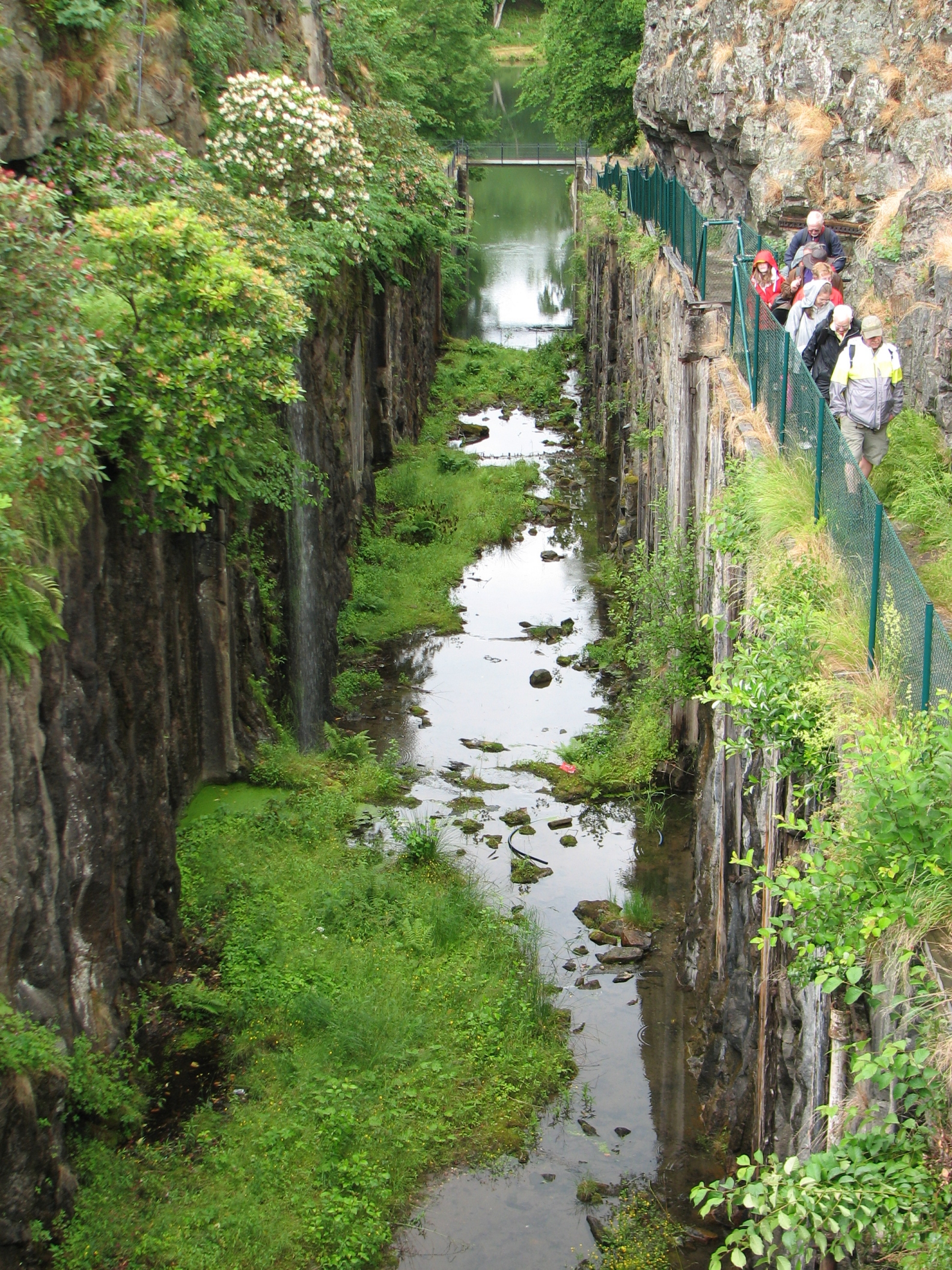
Obere Schleusentreppe von 1800, Blick nach unten
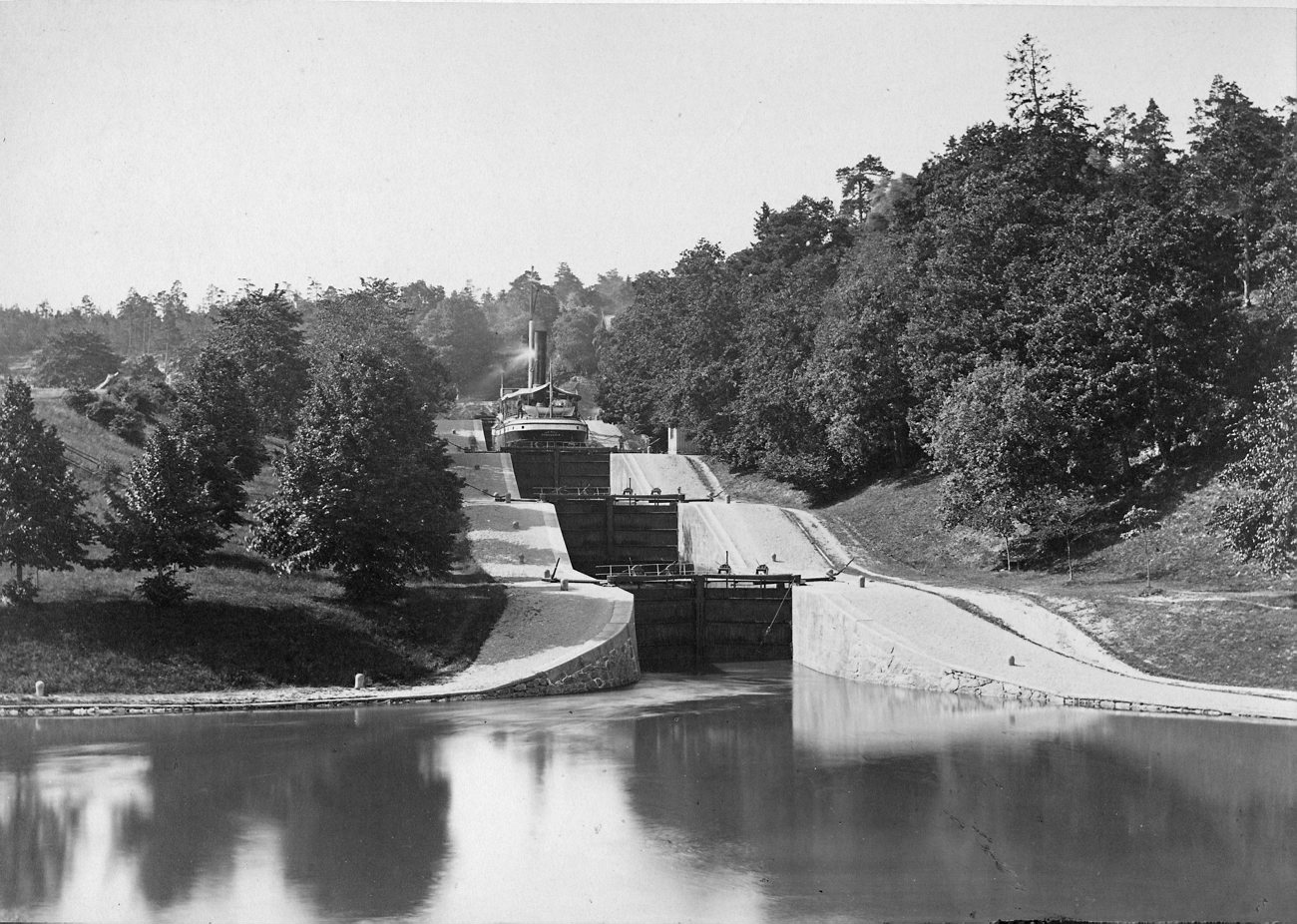
Mittlere Schleusentreppe von 1844 (Bild um 1980)
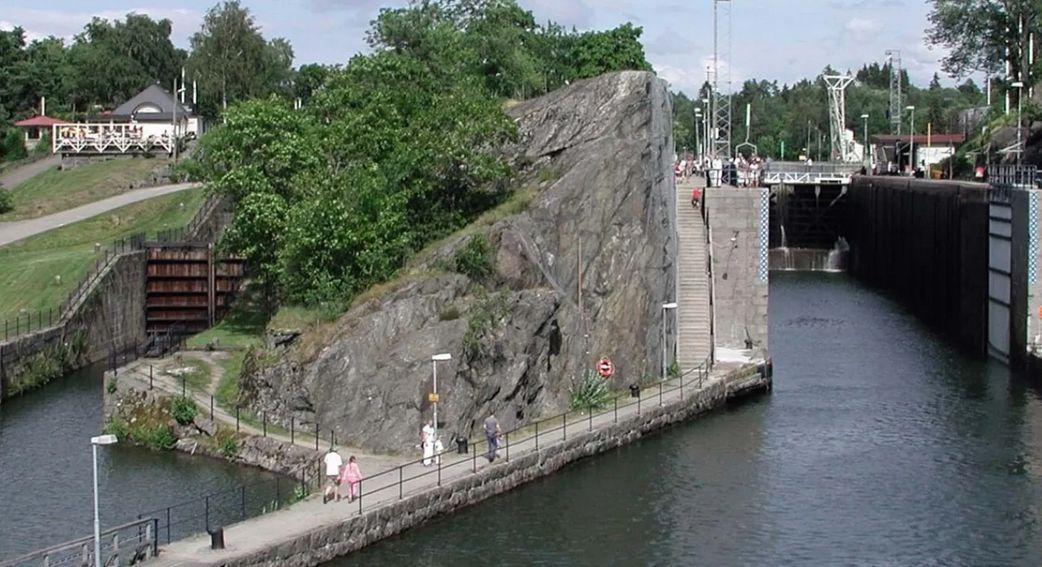
Links die obere Schleusentreppe von 1844, rechts die einfache obere Schleuse von 1916
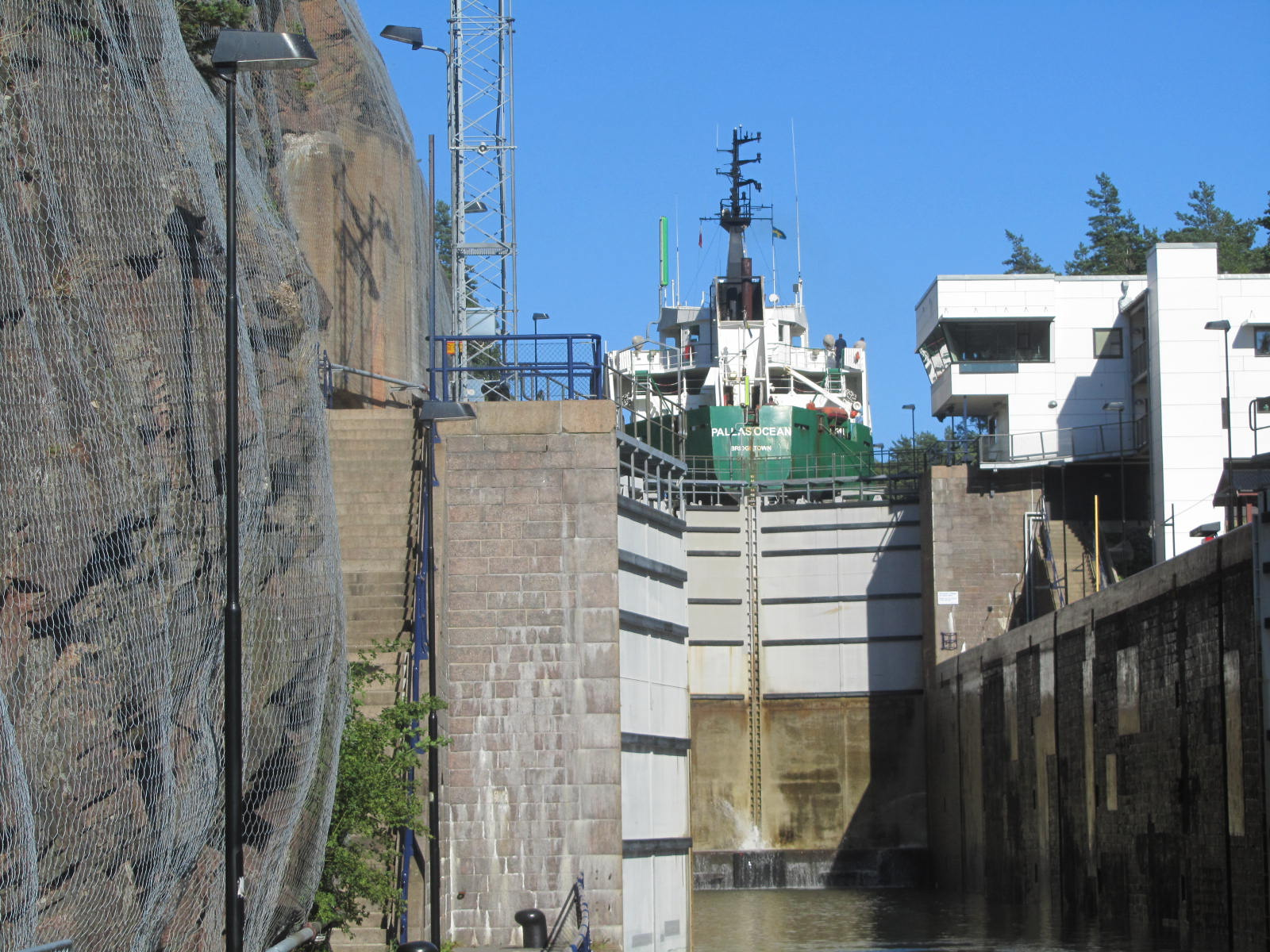
Ein Schiff in der Schleusentreppe von 1916 im Vordergrund: untere Kammer